# FBK Kaunas
FBK Kaunas je litevský fotbalový klub z Kaunasu. Byl založen roku 1960 jako Banga Kaunas. Po získání litevské samostatnosti (1990) byl klub v roce 1993 přejmenován na Žalgiris Kaunas a teprve poté na FBK Kaunas. V roce 2012 klub zastavil činnost. Zahájena procedura bankrotu.

## Tituly
- A Lyga (1999, 2000, 2001, 2002, 2003, 2004, 2006, 2007)
- Litevský fotbalový pohár (2002, 2004, 2005, 2008)
- Litevský Superpohár (2002, 2004, 2007, 2010, 2011)
- Baltic League - 2008[1]